# Циганков Олександр Валерійович
Олександр Валерійович Циганков (нар. 9 лютого 1968, Куйбишев, РРФСР) — радянський та російський футболіст, захисник та півзахисник.

## Кар'єра гравця
Вихованець СДЮСШОР-5. Перший тренер - Ю. Замятін. Бронзовий призер першості РРФСР серед юнаків 1984 року. У 1988 році дебютував у Другій лізі чеипіонату СРСР у складі житомирського «Полісся». За житомирську команду зіграв у 38-ми матчах чемпіонату. З 1987 по 1988 роки також виступав на правах оренди в аматорському клубі «Зірка» (Бердичів). Після цього повернувся в Росію.
У 1994 році провів 3 гри в кубку УЄФА в складі камишинського «Текстильника».

## Тренерська кар'єра
- «Крила Рад» (тренер): 1 липня 2000 — 15 грудня 2006
- «Анжі»: 1 лютого — 30 липня 2007
- «Сатурн»: 31 липня 2007—2008
- «Анжі»: з 2009
- «Крила Рад» (старший тренер): з січня 2011 по червень 2011, з червня 2011 тренер в дитячій футбольній школі "Крила Рад", в. о. головного тренера - з 15 листопада по 29 грудня 2012 року, і з 8 серпня 2013 по 5 травня 2014 року (відправлений у відставку)[1][2].

## Досяшнення
- 2009 — Заслужений ветеран ФК «Крила Рад»